# Andrena aliciae
Andrena aliciae är en biart som beskrevs av Robertson 1891. Den ingår i släktet sandbin och familjen grävbin. Inga underarter finns listade i Catalogue of Life.

## Beskrivning
Arten har svart grundfärg med clypeus (munskölden) gul samt rökfärgade vingar med brunsvarta vingbaser. Behåringen på huvudet är vit, utom käkar och labrum (överläppen) som har varmgula till brungula hår. Även mellankroppen har vit päls, bitvis med inblandning av brungula hår. På bakkroppen är tergit 1 nästan kal, tergit 2 till 4 med mycket kort och gles behåring som är svart hos honan, ljus hos hanen; bakkanterna har dessutom vita hårband, vanligen avbrutna på mitten. Tergit 5 till 6 har lång, varmgul till brunaktig behåring längs bakkanterna. På buken har sterniternas bakkanter vita till blekbruna hår. Honan har gulaktiga till brungula polleninsamlingshår på bakskenbenen. Honan kan bli 12,5 till 14 mm lång, hanen 10 till 13 mm.

## Ekologi
Som alla sandbin lever arten solitärt, honan gräver ut larvbon i jorden. Arten övervintrar som fullbildad larv.
Habitaten utgörs av gräsmarker som prärier, skogar, bearbetade områden som övergiven jordbruksmark, häckar, trädgårdar samt bebyggda samhällen. Arten är oligolektisk på korgblommiga växter som gullrissläktet, solrosor, rudbeckior, skäror, solörter och kvastgullrissläktet.

## Utbredning
Utbredningsområdet omfattar Nordamerika från Ontario i Kanada över Minnesota i USA söderut till Kansas och österut till New York och Georgia.

## Bildgalleri

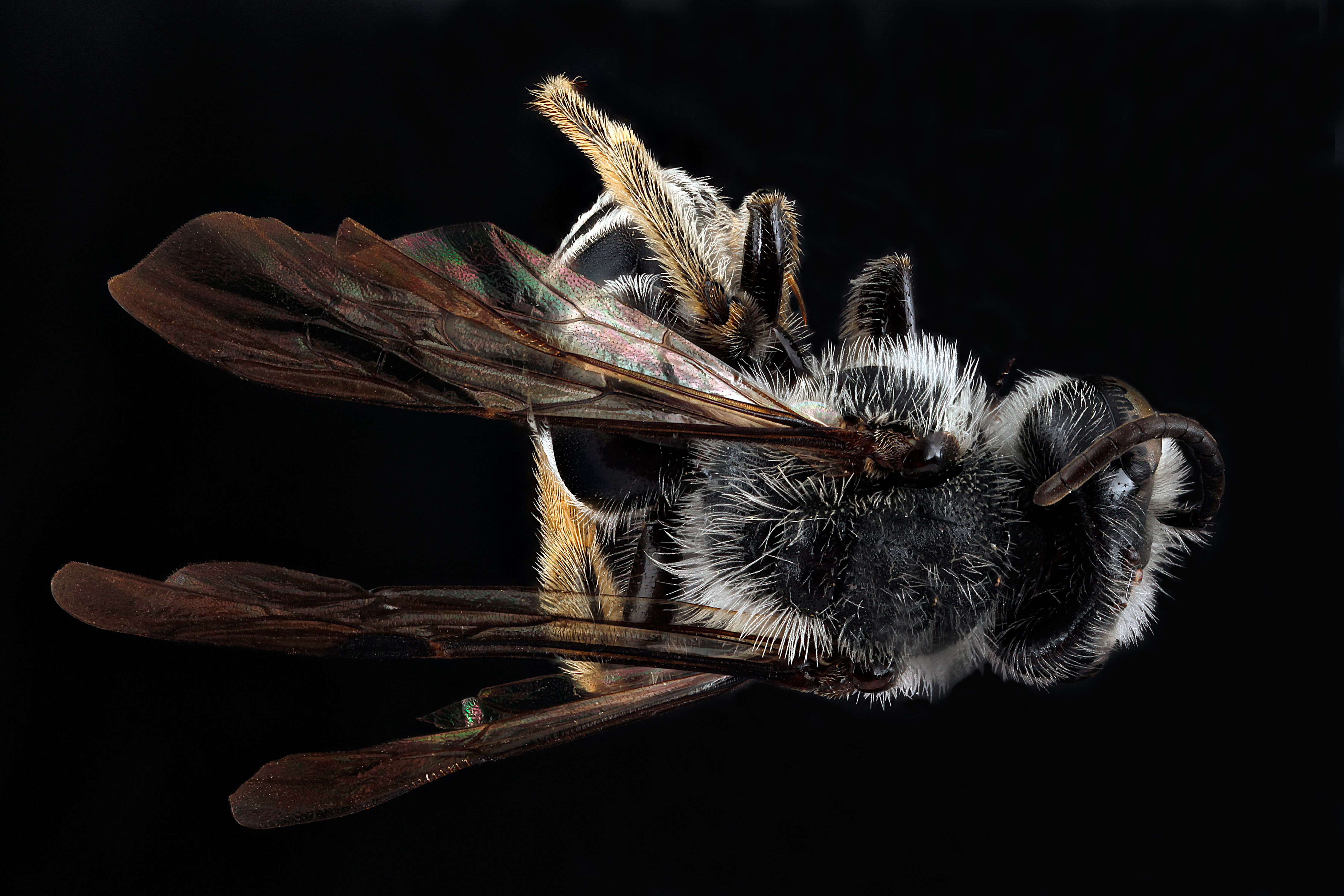
Hane
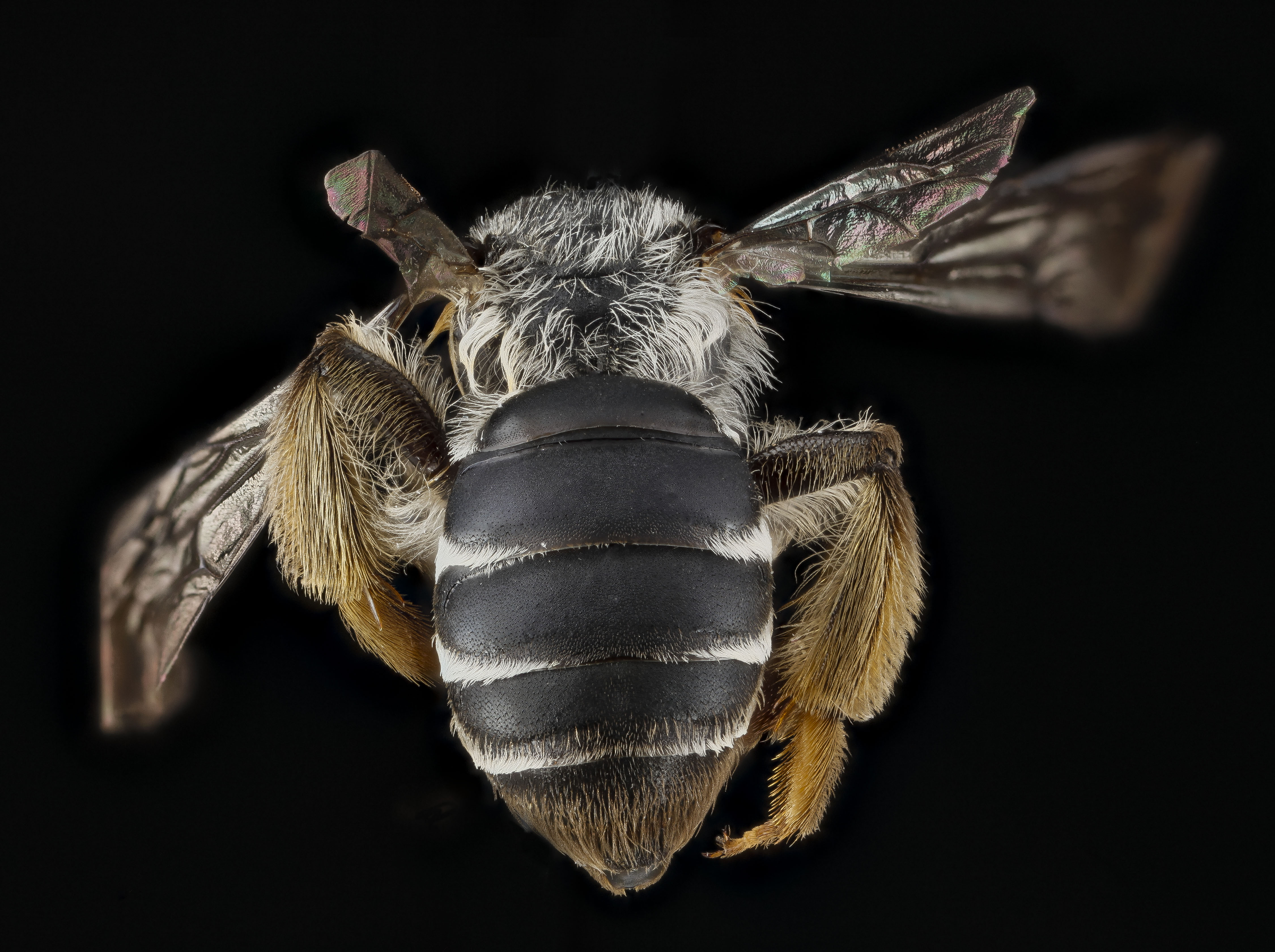
Hona
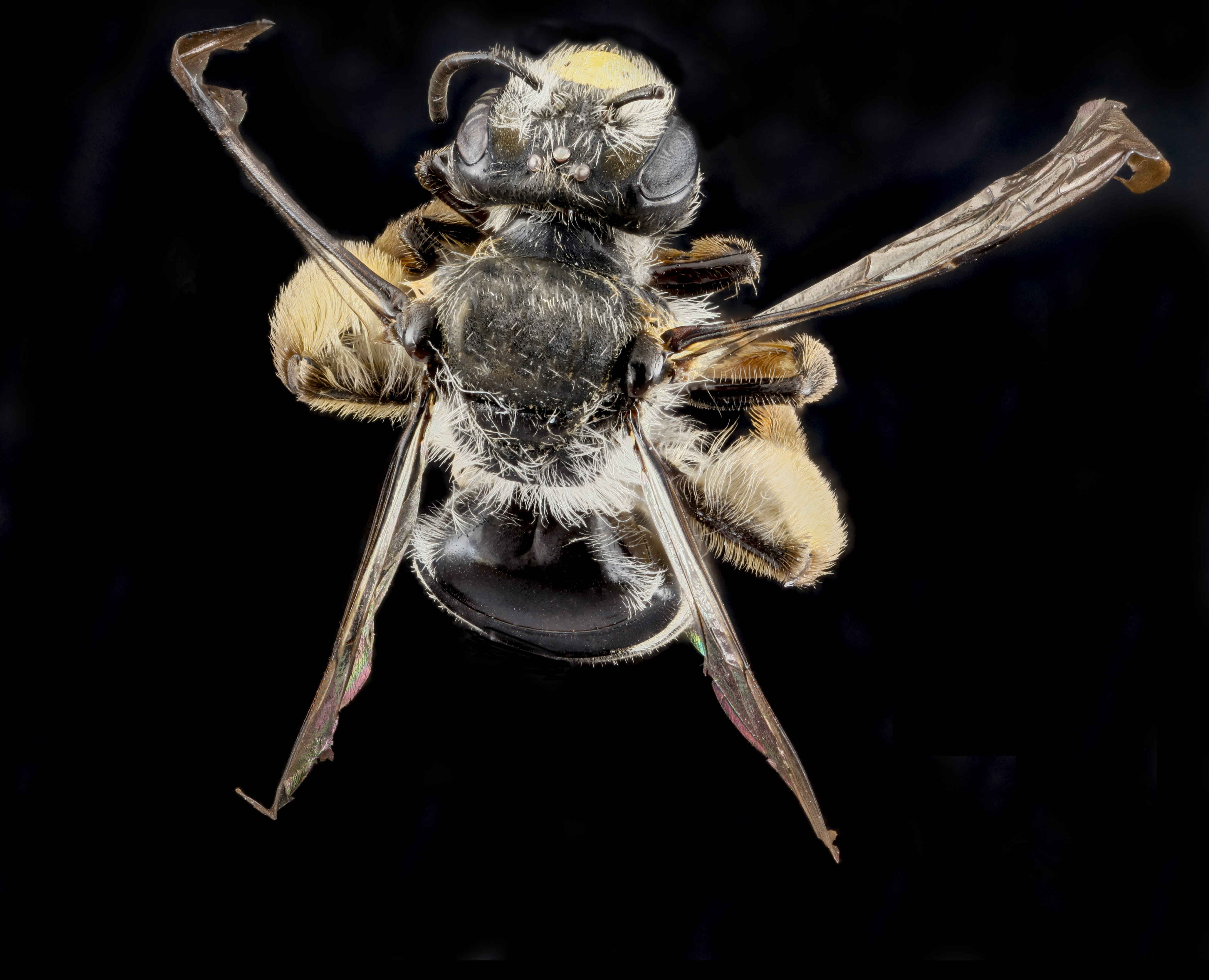
Hona
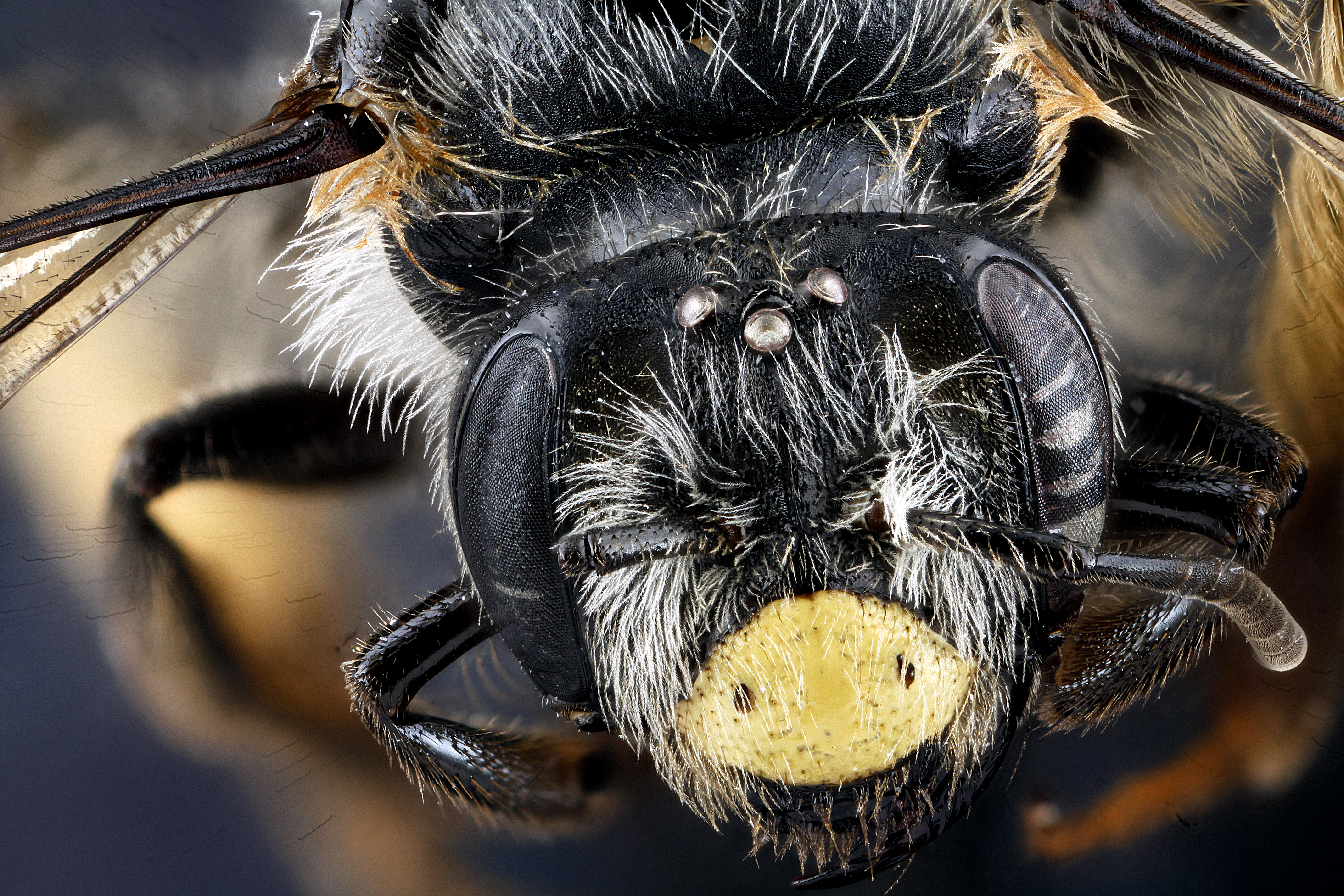
Hona